# Kościół Świętego Józefa Oblubieńca Najświętszej Maryi Panny w Muszynie
Kościół Świętego Józefa Oblubieńca Najświętszej Maryi Panny – rzymskokatolicki kościół parafialny należący do dekanatu Krynica-Zdrój diecezji tarnowskiej.
Budowa obecnej świątyni rozpoczęła się w 1676 roku od poświęcenia kamienia węgielnego przez biskupa Andrzeja Trzebickiego. Prace budowlane trwały długo, a kościół został konsekrowany dopiero w 1749 roku przez biskupa krakowskiego Andrzeja Stanisława Załuskiego. Obudwóch tych biskupów portrety olejne w pół figury malowane, wiszą w kościele: nad drzwiami do zakrystii Trzebickiego, a na przeciwnéj ścianie presbiterjum Załuskiego – notował Walery Eljasz w wydanych w 1874 r. „Szkicach z podróży w Tatry”.
Świątynia była wielokrotnie odnawiana, m.in. w 1803 roku nadbudowano zakrystię południową oraz w 1950 roku dobudowano zakrystię północną.
Kościół został wzniesiony w stylu barokowym, wybudowany z kamienia i otynkowany. Budowla jest jednonawowa, posiada wydłużoną czteroprzęsłową nawę i węższe prezbiterium, zamknięte półkoliście. Przy prezbiterium od strony południowej znajduje się kwadratowa zakrystia oraz nowa przybudówka od trony północnej. Na zewnątrz ściany są rozczłonkowane podziałami pilastrowymi i zwieńczone obiegającym gzymsem konsolkowym. We fryzie pod gzymsem są umieszczone otwory strzelnicze, świadczące o obronnej funkcji świątyni. Fasada jest zwieńczona trójkątnym przyczółkiem z podziałami ramowymi, w przyziemiu do wnętrza wchodzi się przez barokowy portal. Świątynia nakryta jest dachami dwuspadowymi z barokową wieżyczką na sygnaturkę z latarnią i baniastym dachem hełmowym.
Wnętrze jest nakryte sklepieniami krzyżowymi opartymi na gurtach i spływającymi na filary przyścienne, podtrzymujące wydatny przełamujący się gzyms. Łuk tęczowy jest półkolisty i posiada belkę o ozdobnym wykroju z grupą Ukrzyżowania na globie ziemskim, w stylu późnobarokowym pochodzącą z przełomu XVII i XVIII wieku. Obraz, przedstawiający św. Józefa do ołtarza głównego namalował z końcem lat 60. XIX w. krakowski malarz Walery Eljasz.
Od 2020 do 2022 roku trwał generalny remont kościoła. Ponad 11 mln zł kosztowała renowacja świątyni. Inwestycja była możliwa dzięki dofinansowaniu z Regionalnego Programu Operacyjnego Województwa Małopolskiego na lata 2014–2020, w kwocie prawie 7,4 mln zł. Własny wkład wynosił 3 miliony, w tym ofiara anonimowego darczyńcy. Prace budowlane objęły remont m.in. dachu, elewacji, dzwonnicy, kapliczki, przestrzeni wokół kościoła, a w środku – wszystkich części ruchomych, w tym ołtarzy. 25 września 2022 roku bp Andrzej Jeż poświęcił odnowiony kościół.